# Jeux bolivariens de 1961
Navigation
Édition précédente Édition suivante
Les Jeux bolivariens de 1961 sont la quatrième édition des Jeux bolivariens et se déroulent à Barranquilla, en Colombie. Seuls cinq pays participent à cette édition, la Bolivie n'envoyant pas de délégation.

## Tableau des médailles
- Pays organisateur

| Rang  | Nation    | Or  | Argent | Bronze | Total |
| ----- | --------- | --- | ------ | ------ | ----- |
| 1     | Venezuela | 76  | 37     | 52     | 165   |
| 2     | Colombie  | 24  | 68     | 38     | 130   |
| 3     | Panama    | 17  | 15     | 36     | 68    |
| 4     | Pérou     | 26  | 22     | 27     | 75    |
| 5     | Équateur  | 5   | 13     | 9      | 27    |
| Total | Total     | 138 | 149    | 144    | 431   |